# Torsten Kracht
Torsten Kracht (ur. 4 października 1967 w Grimmie) – były niemiecki piłkarz występujący na pozycji obrońcy.

## Kariera klubowa
Kracht karierę rozpoczynał jako junior w klubie Lokomotive Naunhof. W 1979 roku trafił do Lokomotive Lipsk. W 1984 roku został włączony do jego pierwszej drużyny. Po zjednoczeniu Niemiec, przed rozpoczęciem sezonu 1991/1992 jego klub zmienił nazwę na VfB Leipzig. Od sezonu 1991/1992 startował występował w 2. Bundeslidze. W sezonie 1992/1993 Kracht awansował z zespołem do Bundesligi. Wówczas odszedł do innego pierwszoligowego klubu - VfB Stuttgart. W Bundeslidze zadebiutował 8 sierpnia 1993 w przegranym 1:5 spotkaniu z Werderem Brema. W lutym 1994 Kracht powrócił do VfB Leipzig. W sezonie 1993/1994 zajął z tą drużyną 18. miejsce w lidze i spadł z nią do 2. Bundesligi. W VfB Leipzig spędził jeszcze jeden sezon.
W 1995 roku odszedł do innego drugoligowego zespołu - VfL Bochum. W sezonie 1995/1996 wywalczył z nim awans do Bundesligi. 9 kwietnia 1997 w przegranym 1:2 meczu z FC St. Pauli strzelił pierwszego gola w trakcie gry w Bundeslidze. W sezonie 1998/1999 Kracht uplasował się z Bochum na 17. miejscu w Bundeslidze i został z nim zdegradowany do 2. Bundesligi. Wówczas odszedł z klubu.
Trafił do pierwszoligowego Eintrachtu Frankfurt. Pierwszy ligowy mecz zaliczył tam 14 sierpnia 1999 przeciwko SpVgg Unterhaching (3:0). Od czasu debiutu był podstawowym graczem Eintrachtu. W ciągu dwóch sezonów zagrał tam w 64 ligowych meczach i zdobył w nich 2 bramki. W 2001 roku spadł z zespołem do 2. Bundesligi. Wtedy podpisał kontrakt z inną drugoligową drużyną - Karlsruher SC. Tam spędził kolejne dwa sezony. W 2003 roku odszedł do VfB Leipzig, gdzie w 2004 roku zakończył karierę.

## Kariera reprezentacyjna
W reprezentacji NRD Kracht rozegrał dwa spotkania. Zadebiutował w niej 13 kwietnia 1988 w zremisowanym 1:1 towarzyskim meczu z Bułgarią. Po raz drugi w drużynie narodowej zagrał 12 września 1990 w przegranym 0:2 towarzyskim spotkaniu z Belgią, które było jednocześnie ostatnim w historii reprezentacji NRD.